# Wistoria: Zauberstab & Schwert
Wistoria: Zauberstab & Schwert (jap. 杖と剣のウィストリア Tsue to Tsurugi no Wistoria) ist eine Mangaserie von Fujino Oomori mit Zeichnungen von Toshi Aoi, die in Japan seit 2020 erscheint. Das Fantasy-Abenteuer wurde 2024 als Anime-Fernsehserie umgesetzt, die international als Wistoria: Wand and Sword bekannt wurde.

## Inhalt
Einer Kindheitsfreundin hat Will Serfort versprochen, den Grad des Magia Vende an der Magieschule zu erlangen. Dieser ist einer der höchsten Grade und mit großer Macht ausgestattet. Doch nun an der Rigarden-Akademie für Magie gelingen ihm schon die einfachsten Zauber nicht. Dennoch lässt er sich nicht beirren und lernt fleißig, obwohl viele Mitschüler und Lehrer auf ihn herabschauen. So muss er mit seinem Schwert in Dungeons gegen Monster kämpfen, um zumindest ein paar Punkte zu verdienen. Dazu wird er auch noch von einigen Mitschülern gemobbt, unter ihnen Shion Ulster. Dem schließt sich auch Professor Edward Serfence an, gegen den er im Schwertkampf bestehen soll. Nur wenige unterstützen Will, darunter die Musterschülerin Colette Loire und Workner Norgram, Professor für Monsterbiologie. Um ihn zu fördern, hat er Will zum Monsterjagen ausgesendet. So zeigt sich seine herausragende Schwertkampfkunst, mit der er auch Shion zu Hilfe kommt. Deren Nutzen und damit seine besondere Stellung an der Akademie wird mit der Zeit seinen Begleitern bewusst. Und Will trifft auf Elfaria Alvis Serfort, seine Kindheitsfreundin und jüngste Magia Vende in der Geschichte der Schule.

## Veröffentlichungen
Der Manga startete im Dezember 2020 im Magazin Bessatsu Shōnen Magazine beim Verlag Kōdansha. Dieser brachte die Kapitel seit April 2021 auch in bisher 13 Sammelbänden heraus (Stand Juli 2025). Eine deutsche Übersetzung von Gregor Wakounig wird seit September 2023 von Altraverse in bisher neun Bänden herausgegeben (Stand Juli 2025). Eine englische Ausgabe wird von Kodansha Comics in den USA veröffentlicht und eine italienische von Musubi Edizioni.
Bei den Studios Actas und Bandai Namco Pictures entstand unter der Regie von Tatsuya Yoshihara eine Adaption als Anime-Fernsehserie. Die Drehbücher schrieb Tatsuya Yoshihara. Sayaka Ono entwarf die Charakterdesigns, Yuki Maeda hatte die künstlerische Leitung und die Computeranimationen leitete Morihito Abe. Für die Kameraführung waren Ayako Otsuki und Teppei Ito verantwortlich und für die Tonregie Hiroto Morishita. Es entstanden zunächst zwölf Folgen mit je 23 Minuten, die vom 7. Juli bis 29. September 2024 von den Sendern AT-X, BS NTV und TBS in Japan gezeigt wurden. Parallel dazu fand die internationale Veröffentlichung per Streaming bei der Plattform Crunchyroll statt, unter anderem mit deutschen Untertiteln. Mit Verzögerung wurden auch synchronisierte Fassungen zugänglich, darunter ab dem 28. Juli 2024 eine deutsche Synchronfassung. Im September 2024 wurde eine zweite Staffel angekündigt.

### Synchronisation
Die deutsche Synchronfassung entstand bei TNT Media unter der Regie von Martin Irnich und nach einem Dialogbuch von Jakob Möller.
| Rolle                     | japanische Stimme (Seiyū) | deutsche Stimme     |
| ------------------------- | ------------------------- | ------------------- |
| Elfaria Alvis Serfort     | Akira Sekine              | Muriel Bielenberg   |
| Will Serfort              | Kōhei Amasaki             | Amadeus Strobl      |
| Colette Loire             | Satomi Amano              | Julia Bautz         |
| Shion Ulster              | Masaaki Mizunaka          | Sebastian Kluckert  |
| Edward Serfence           | Kōji Yusa                 | Bastian Sierich     |
| Professor Workner Norgram | Tomokazu Seki             | Marco Sven Reinbold |
| Kiki                      | Aoi Inase                 | May Dinh            |
| Rilear Mars               | Tomohiro Ōno              | Tom Ferenc          |

### Musik
Die Musik der Serie stammt von Yuki Hayashi. Das Vorspannlied ist Fire and Fear von Penguin Research und der Abspanntitel ist Frozen von True.